# Salpiglossis sinuata
Espèce
Synonymes
- Phyteuma tricolor Molina[1]
- Salpiglossis atropurpurea R.A. Graham[1]
- Salpiglossis barclayana Sweet[1]
- Salpiglossis coccinea Lindl. & J. Paxton[1]
- Salpiglossis fulva Court.[1]
- Salpiglossis picta Sweet[1]
- Salpiglossis straminea Hook.[1]

Salpiglossis sinuata est une espèce de plantes herbacées ornementales de la famille des Solanaceae.

## Dénominations
Salpiglossis sinuata a pour autres dénominations : la langue peinte, langue tubulaire festonnée, fleur de trompette velours, palito amargo (Espagnol) et « petit bâton amer », de l’extrême amertume de ses feuilles ou panza de burro (panse d'âne en espagnol).

## Taxonomie
C'est une plante à fleurs appartenant à la sous-famille des Cestroideae de la famille des solanacées, originaire du sud du Chili,.

## Description
Salpiglossis sinuata est une plante annuelle ou vivace herbacée atteignant 60 cm de haut, rarement jusqu’à 1 m de haut. Les feuilles sont longues de 4–10 cm, elliptiques à lancéolées, avec une marge ondulée, lobée ou dentée.
Les fleurs ont une corolle en forme d’entonnoir à cinq lobes, jusqu’à 7 cm de long et 5,5 cm de diamètre, chaque lobe avec un apex cranté, de texture veloutée, violette ou orange, et a des rayures contrastées plus foncées le long de chaque pétale.

## Culture et utilisations
Des deux espèces de son genre, Salpiglossis sinuata est la plus couramment cultivée comme plante ornementale pour les jardins. Il a été introduit dans l’hémisphère nord dans les années 1820.
Un certain nombre de cultivars ont été sélectionnés pour différentes couleurs de fleurs. Il est cultivé en plein soleil.

## Gallery

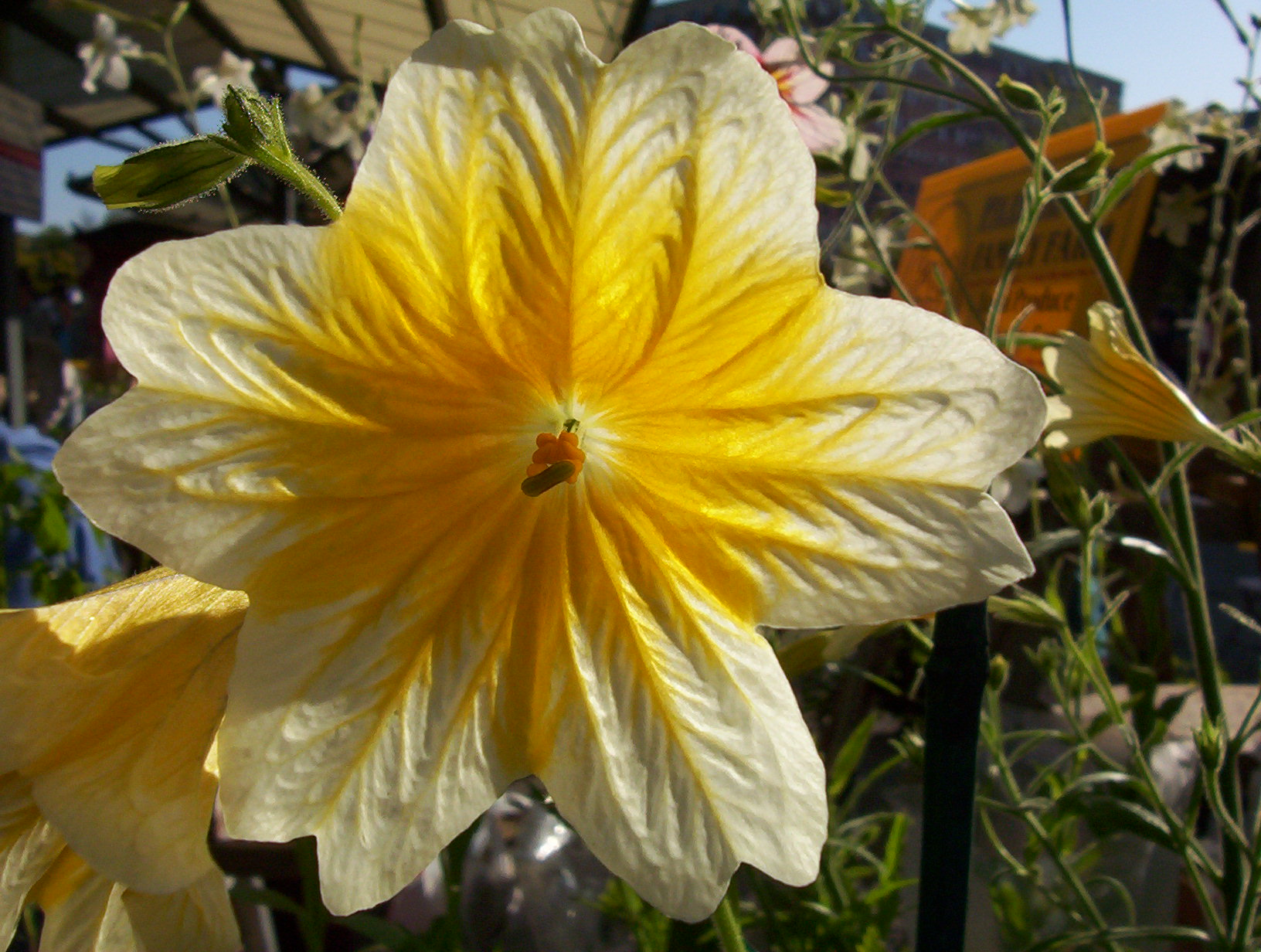
Gros plan sur la fleur du cultivar à fleurs jaunes de S. sinuata.
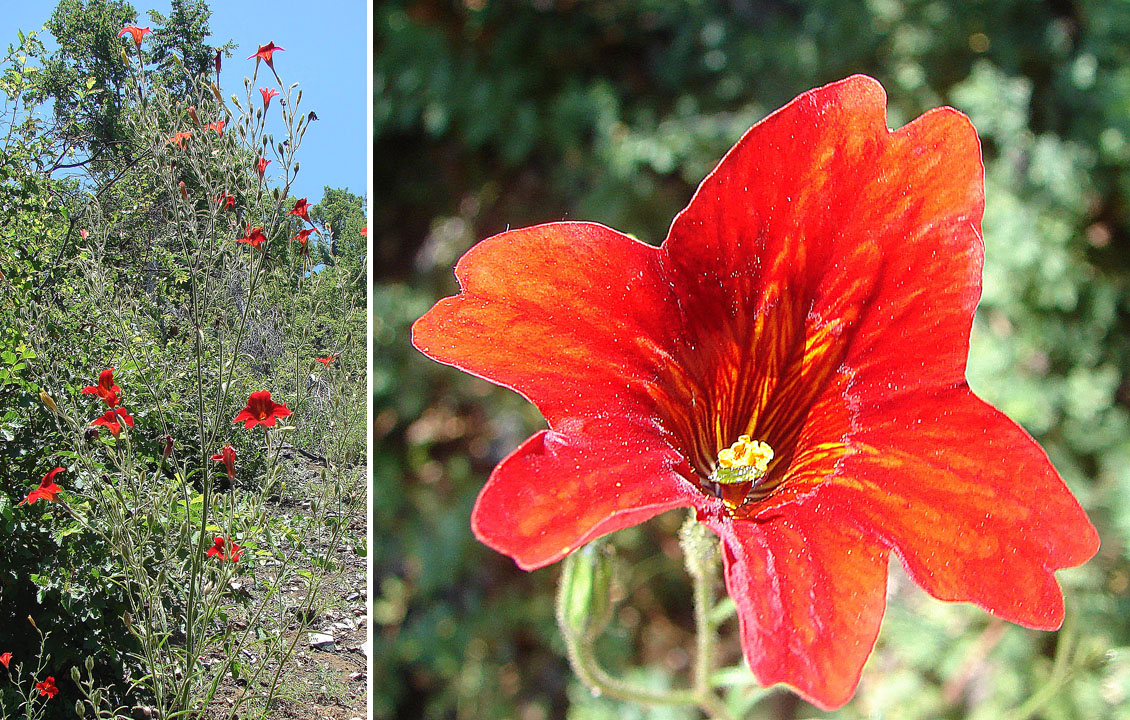
S. sinuata : étude du port et gros plan d’une forme géante à fleurs rouges.
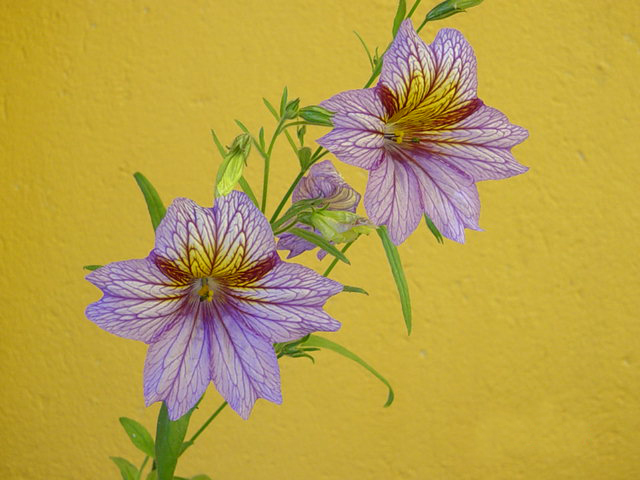
S. sinuata : gros plan d’une forme à fleurs violettes pâles.
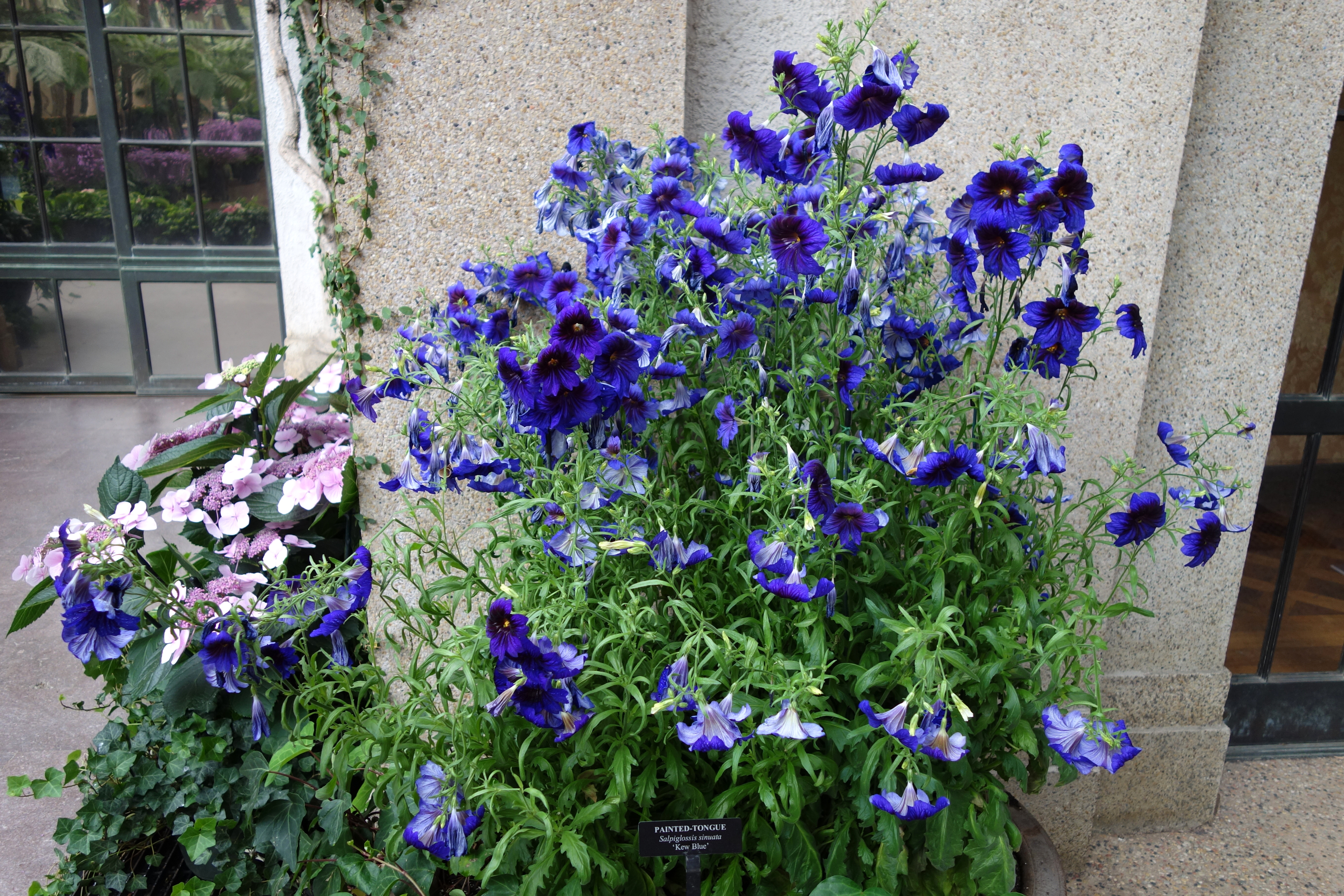
Port de croissance de la forme à fleurs bleues « Kew Blue ».
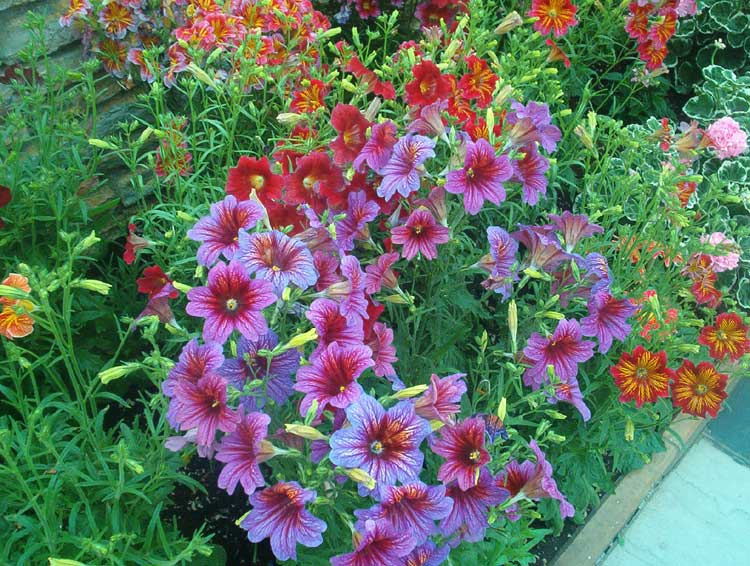
Parterre de plantes Salpiglossis sinuata avec des fleurs de trois couleurs différentes.